# 風は南から
風は南から（かぜはみなみから）
1. 1979年3月5日にリリースされた日本のミュージシャン、長渕剛の1stアルバム。本項で説明。
2. 1979年11月5日にリリースされた長渕剛の2ndアルバム『逆流』に収録されている楽曲。
3. 向谷実の楽曲。九州新幹線800系・つばめのテーマソングで、発車メロディとしては、2011年3月11日まで使用されていた。「さくら-九州新幹線開業記念BGM-」および「海幸山幸BGM集（付録九州新幹線 BGM集）」収録。

『風は南から』（かぜはみなみから）は、日本のミュージシャンである長渕剛の1枚目のスタジオ・アルバムである。
1979年3月5日に東芝EMIのエキスプレスレーベルからリリースされた。ビクター・レコードからリリースされたシングル「雨の嵐山」（1977年）にてデビューするも活動停止となり、ヤマハポピュラーソングコンテストでの入賞曲「巡恋歌」（1978年）で再デビューした長渕のファーストアルバムである。作詞および作曲は長渕が行い、編曲は長渕の他に石川鷹彦が担当している。
レコーディングにはティン・パン・アレーやはちみつぱいのメンバー、吉田拓郎を手掛けたスタッフなどが参加しており、音楽性は四畳半フォークを基調としながらも、カントリー・ミュージックやジャグ・バンドを取り入れオリジナリティを追求した「長渕流フォーク」を目指したものとなっている。
ビクターからリリースされた「雨の嵐山」は収録されず、先行シングルとなった「巡恋歌」が収録された他、本作と同時リリースで「俺らの家まで」がリカットシングルとしてリリースされた。
オリコンチャートでは最高位16位となった。
アルバムタイトルの「風は南から」は、2004年の九州新幹線開業時の各種記念イベントにおいてキャッチフレーズとして用いられた。

## 背景
長渕剛は本アルバム発売前に、ビクター・レコードより「雨の嵐山」（1977年）というシングル曲でデビューしている。しかし、そこでの音楽活動は理想とはかけ離れたものであり、活動の維持が不可能であると判断した長渕は、故郷である九州へと帰ることになった。
九州へと戻った長渕は再び曲作りを始め、ライブハウス「照和」にてライブを行っていたが、ステージ上では一切トークを行わずしかめっ面で淡々と演奏していたため、客足はまばらであり周囲からは「おまえのステージは地味すぎる」と言われていた。そんな折、同じライブハウスに参加していたあるミュージシャンの男とジョイントライブを行う事となり、予想を上回る200人近くの聴衆が来ていた事で舞い上がっていた長渕は思わず冗談を一言言ってしまい、それが聴衆に受け大爆笑となった。その後、聴衆のリアクションが大きく変わった事に影響された長渕は、これを切っ掛けとしてステージ上でのトークを重要視するようになった。
その後、数十曲に及ぶデモテープを製作している中で「巡恋歌」が完成する。長渕は「巡恋歌」を含む数十曲を収録したデモテープをフォーライフ・レコードやビクター・レコードへ持ち込み試聴してもらうも、「売れ線の曲がない」という理由で門前払いを受ける。そこで長渕は専門家の判断を仰ぐため、ヤマハ音楽振興会に「巡恋歌」のデモテープを送付した所、ヤマハ関係者の中で同曲を非常に気に入ったという人物が現れ、再度ヤマハポピュラーソングコンテスト（ポプコン）に出場するよう要請される。ポプコンに出場した長渕は、九州大会ではグランプリ、静岡県のつま恋にて実施された本選会においても入賞し、ヤマハ内部の制作会議や編成会議にて絶賛され、1978年10月にシングル「巡恋歌」にて再デビューを果たす事となった。さらにその後、ビクターから誘いの声が掛かるも長渕はこれを拒否し、ユイ音楽工房に所属する事となる。
ユイ音楽工房に所属した長渕は、すぐにコンサート活動が出来るものと思い込んでいたが、実際には地下鉄での演奏や、自動車会社の中古車フェア、デパートなどのキャンペーンでの演奏が続く事となり、長渕はマネージャーの糟谷銑司に不満を告げるも「今は文句いわずに何でもやれ」と諭されたため我慢していた。しかし、再デビューからわずか2ヶ月足らずの頃に、大阪フェスティバル・ホールで開催された南こうせつのライブコンサートに前座として出演する事となり、3千人を前に持ち時間30分で5曲を演奏した。その後の長渕は南のライブに前座として出演するようになり、また当時南がDJを担当していたラジオ番組『南こうせつのオールナイトニッポン』（1978年 - 1979年）内にて、「裸一貫ギターで勝負」というコーナーのDJを担当する事となった。

## 録音
アルバムのタイトルが決定する前に、長渕流フォークのスタートという意識を強く押し出すため、アコースティックサウンド主体で制作することが決定された。後にタイトルは『風は南から』に決定、タイトルには「長渕流フォークよ、風に乗って日本中に吹きまくれ!」という意味が込められている。
収録曲に関しては、まずエピキュラススタジオの2階にあるミーティングルームにて、長渕とディレクター2人、マネージャー4人の話し合いによって確定された。
1978年11月より、初めは石川鷹彦のスタジオにて、長渕と石川、陣山俊一、山里剛、マネージャーの糟谷銑司、ミキサーの石塚良一の6名で開始され、数曲レコーディングされた。後にエピキュラス・スタジオに移り本格的なレコーディングを開始したが、「俺らの家まで」のみ録音が12月中に間に合わず、翌年に持ち越されている。
音に関しては、長渕とスタッフとのイメージの違いからもめる事が多かったが、最終的にスタッフの意見が正しい事に気づき、長渕も認めるようになった。しかし、スタッフからアレンジに関して意見を求められても、「いいんじゃないの」と受け答えをしている内に、「いいんじゃないの剛」とスタッフから呼ばれるようになる。また、詞に関しては絶対に譲らず、スタッフの意見を受け入れる事はなかった。
セッションプレイヤーの表記に、ティン・パン・アレーの松任谷正隆、鈴木茂（元・はっぴいえんど）、林立夫などの名前があり、さらにはちみつぱいの武川雅寛や小原礼、後藤次利、村上秀一などに加え、吉田拓郎の作品のディレクターを担当していた陣山俊一が参加している。

## 音楽性
文芸雑誌『別冊カドカワ 総力特集 長渕剛』では、「ニゴリも、カスレもない当時の声には、『俺らの家まで』『待ち合わせの交差点』のような甘い、どこか茶目っ気もある歌が似合っている。しかし、『いつものより道もどり道』以下、いくつかの歌の端々から、現在に繋がる長渕メロディが顔をのぞかせる」と表記されている。
文芸雑誌『文藝別冊 長渕剛 民衆の怒りと祈りの歌』にて、ライターの松村正人は「（『訣別』の）二度三度反転する裏声に、私は別れのつらさより男と女が歌のなかで入れ替わるのに似た感覚をおぼえる。（中略）男に女を幻視する感覚は、『俺らの家まで』、『僕の猫』では男に、『いつものより道もどり道』や『巡恋歌』では女の側にあきらかに分離ないし乖離している。これは四畳半フォークの方法論でもあり、また歌の描く世界も旧来の価値観をでてはいないが、長渕の歌は東京の傾きかけたアパートの一室を聴き手の私情で溢れさせるより、そこに歌い手の身体を現前させる、暴力的な存在感がある」、「カントリーにジャグに、モノラル録音のビートルズ『ブラックバード』風の小品にいたるまで、遊び心と多様性に富んだ、名刺代わりとしてはもうしぶんないファースト」と述べており、さらにライターの二木信は「命を削るようなやさぐれた歌唱はなく、憤怒も反逆心の表明もない。透き通る美しい声で主に歌われるのは、貧しく慎ましい生活を送る若い男女のはかない愛や無垢な恋心、そして日常、つまり七〇年代に日本国内の音楽界を席巻した四畳半フォークである」、「ギターを鈴木茂が担当し、林立夫がドラムを叩き、あの長渕が洒落たフォーク・ロック・サウンドで歌っていることは、長渕が他を寄せ付けない、時代性を超越した個性を確立する以前に発表したのがこのデビュー作と理解できよう」と述べている。

## リリース
1979年3月5日に東芝EMIのエキスプレスレーベルよりLPで、2枚目のシングル「俺らの家まで」と同時にリリースされた。その後、4月20日にはカセットテープにてリリースされ、その際に7曲目の「不快指数100％ノ部屋」が機械でステレオ化した音源に変更されており、LPにある「モノラル録音」のクレジットも無くなっている。
1985年11月1日にはCDにて初めてリリースされ、その後1987年12月25日には「オリジナルツイン・シリーズ ザ・名盤2」として、『逆流』との2枚組でリリース、さらに2006年2月8日に24ビット・デジタルリマスター、紙ジャケット仕様で再リリースされた。

## プロモーション
本作に関連するテレビ出演としては、日本テレビ系音楽番組『コッキーポップ』（1977年 - 1982年）に1月28日に出演し「いつものより道もどり道」、「俺らの家まで」を演奏、さらに7月22日に再出演し「風は南から」、「訣別」、「夏まつり」、「祈り」、また八神純子との共演で「ポーラー・スター」を演奏した。

## ツアー
本作リリース後の1979年4月2日に東京日仏会館、4月17日に博多大ホール、8月23日に新潟県民会館で単独ライブを行った後、11月12日の横須賀市民会館を皮切りに全19都市19公演の初の全国ツアー「長渕剛コンサートツアー'79」を行っている。
初のワンマンコンサートとなった博多大ホールでは、長渕が前座として出演していた南こうせつのライブが九州で行われ、その移動日を利用して行われる事となった。聴衆は500人程度であったが、初のワンマンライブであり、テレビ朝日系列にて全国生中継が決まった事から緊張していた長渕は、曲順や歌詞の間違い、トークで矛盾した内容を語ってしまうなどの失敗をし、「自分でも何をやっているのかわからなくなってしまった」と述懐している。

## 批評
| 専門評論家によるレビュー             | 専門評論家によるレビュー |
| レビュー・スコア                     | レビュー・スコア         |
| 出典                                 | 評価                     |
| ------------------------------------ | ------------------------ |
| CDジャーナル                         | 肯定的                   |
| 別冊カドカワ 総力特集 長渕剛         | 肯定的                   |
| 文藝別冊 長渕剛 民衆の怒りと祈りの歌 | 否定的                   |

- 音楽情報サイト『CDジャーナル』では、「決して色褪せない長渕剛の原点を聴くことができる」と肯定的な評価を下している[24]。
- 文芸雑誌『別冊カドカワ 総力特集 長渕剛』にて音楽ライターの藤井徹貫は、「録音したボーカルを補正・修正するプロトゥールスもオートチューンもなかった時代だ。これだけ歌えているのだから、歌唱力は相当。（中略）もしかすると、作詞力以上に、作曲力と歌唱力を買われてのデビューだったのかもしれない」と肯定的な評価を下している[18]。
- 文芸雑誌『文藝別冊 長渕剛 民衆の怒りと祈りの歌』にて音楽ライターの二木信は、「長渕と言えば強面の"アニキキャラ"という認識が一般化してから彼を知った者からすれば、デビュー当時の初々しさは新鮮である」と評しながらも、「"長渕イズム"が開花するのは、八〇年に発表される『乾杯』を待たなくてはならない」と否定的な評価も下した[19]。

## チャート成績
オリコンチャートでは初登場で27位、最高位では16位となり、売り上げは約13万枚となった。また、2006年の再発版では最高位219位となった。

## 収録曲

### LP盤 / CT盤
| 全作詞・作曲: 長渕剛。 |                            |           |            |                  |      |
| #                      | タイトル                   | 作詞      | 作曲・編曲 | 編曲             | 時間 |
| 1.                     | 「俺らの家まで」           | 長渕剛    | 長渕剛     | 石川鷹彦         | 3:37 |
| 2.                     | 「僕の猫」                 | 長渕剛    | 長渕剛     | 石川鷹彦、長渕剛 | 2:58 |
| 3.                     | 「いつものより道もどり道」 | 長渕剛    | 長渕剛     | 石川鷹彦         | 4:14 |
| 4.                     | 「訣別」                   | 長渕剛    | 長渕剛     | 長渕剛           | 3:09 |
| 5.                     | 「カントリー・ワルツ」     | 長渕剛    | 長渕剛     | 石川鷹彦         | 4:34 |
| 合計時間:              | 合計時間:                  | 合計時間: | 18:32      |                  |      |

| #         | タイトル                | 作詞      | 作曲・編曲 | 編曲             | 時間 |
| --------- | ----------------------- | --------- | ---------- | ---------------- | ---- |
| 6.        | 「待ち合わせの交差点」  |           |            | 石川鷹彦         | 2:51 |
| 7.        | 「不快指数100％ノ部屋」 |           |            | 石川鷹彦、長渕剛 | 1:06 |
| 8.        | 「今宵最後のブルース」  |           |            | 石川鷹彦、長渕剛 | 3:17 |
| 9.        | 「君は雨の日に」        |           |            | 石川鷹彦         | 4:53 |
| 10.       | 「巡恋歌」              |           |            | 鈴木茂           | 3:33 |
| 11.       | 「長いのぼり坂」        |           |            | 石川鷹彦         | 5:57 |
| 合計時間: | 合計時間:               | 合計時間: | 21:37      |                  |      |

### CD盤
| 全作詞・作曲: 長渕剛。 |                            |           |            |                  |      |
| #                      | タイトル                   | 作詞      | 作曲・編曲 | 編曲             | 時間 |
| 1.                     | 「俺らの家まで」           | 長渕剛    | 長渕剛     | 石川鷹彦         | 3:37 |
| 2.                     | 「僕の猫」                 | 長渕剛    | 長渕剛     | 石川鷹彦、長渕剛 | 2:58 |
| 3.                     | 「いつものより道もどり道」 | 長渕剛    | 長渕剛     | 石川鷹彦         | 4:14 |
| 4.                     | 「訣別」                   | 長渕剛    | 長渕剛     | 長渕剛           | 3:09 |
| 5.                     | 「カントリー・ワルツ」     | 長渕剛    | 長渕剛     | 石川鷹彦         | 4:34 |
| 6.                     | 「待ち合わせの交差点」     | 長渕剛    | 長渕剛     | 石川鷹彦         | 2:51 |
| 7.                     | 「不快指数100％ノ部屋」    | 長渕剛    | 長渕剛     | 石川鷹彦、長渕剛 | 1:06 |
| 8.                     | 「今宵最後のブルース」     | 長渕剛    | 長渕剛     | 石川鷹彦、長渕剛 | 3:17 |
| 9.                     | 「君は雨の日に」           | 長渕剛    | 長渕剛     | 石川鷹彦         | 4:53 |
| 10.                    | 「巡恋歌」                 | 長渕剛    | 長渕剛     | 鈴木茂           | 3:33 |
| 11.                    | 「長いのぼり坂」           | 長渕剛    | 長渕剛     | 石川鷹彦         | 5:57 |
| 合計時間:              | 合計時間:                  | 合計時間: | 40:09      |                  |      |

### 曲解説

#### A面
1. 「俺らの家まで」
長渕のセカンドシングル。ライブで演奏される事が多い曲である。同時発売されたシングルと音源としては同じだが、こちらの方が若干フェイドアウトが遅く、長く収録されている。
ライブ演奏時には、サビの「機嫌直して」の後のタイミングで、ファンが「ツヨシー!」と叫ぶのが恒例となっている。
2. 「僕の猫」
当時付き合っていた女性を猫に喩えた1曲。ライブでは殆ど演奏されていないが、2003年にニッポン放送系列（NRN）のラジオ局で放送されていた「オールナイトニッポンフライデー・長渕剛今夜もバリサン」の中で、スタジオにギターを持ち込んで生演奏されている。その後、2009年に行われたアコースティックツアーでも披露され、初期からのファンを喜ばせた。
3. 「いつものより道もどり道」
4. 「訣別」
長渕によるファルセットを聞くことが出来る。
5. 「カントリー・ワルツ」

#### B面
1. 「待ち合わせの交差点」
五歳上の姉の事を歌った曲。作ったのが博多に住んでいたアマチュアの頃であり、福岡市の天神の風景が歌われている。長渕の楽曲では唯一、女性がヴォーカルを取っているパートがある。
2. 「不快指数100％ノ部屋」
この曲のみモノラル録音である。ビートルズの「ブラックバード」（1968年）風の曲。なお、後に発売されたカセットテープ版には機械でステレオ化した音源が収録されており、LPにある「モノラル録音」のクレジットも無い。
3. 「今宵最後のブルース」
4. 「君は雨の日に」
松任谷正隆がピアノで参加している。サビ部分はファルセットで歌われているバラード曲。
5. 「巡恋歌」
東芝EMIからこの曲で再デビューした。ポプコン入賞作のこの歌のヒットにより、長渕がシンガーとして活躍する足掛かりを掴んだ。
またこの曲が演奏されないライブは先ずないと言って良く、最後にアコースティックギターをハイスピードで弾くシーンは、彼のライブではお馴染みの光景である。なお、シングル盤とは若干ミックスが異なっている。
1992年（平成4年）には、瀬尾一三との共同アレンジで再レコーディングされている。
6. 「長いのぼり坂」

## スタッフ・クレジット

### 参加ミュージシャン
- ロバート・ブリル - ドラムス（1曲目）
- 島村英二 - ドラムス（3曲目）
- 村上秀一 - ドラムス（5曲目）
- 森谷順 - ドラムス（9,11曲目）
- 林立夫 - ドラムス（10曲目）
- 石川鷹彦 - アコースティック・ギター（1,3,5,8,9,10,11曲目）、エレクトリックギター（1曲目）、フラットマンドリン（1,5,10曲目）、バンジョー（1,5,6,10曲目）、ドブロ・ギター（3,5,6,8曲目）、ガット・ギター（3曲目）、チェアーパーカッション（2曲目）、クロック（7曲目）、バックグラウンド・ボーカル（7曲目）
- 長渕剛 - アコースティックギター（2,4,6,7,8曲目）、マウスハープ（4,8,10曲目）
- 鈴木茂 - エレクトリックギター（1,5,9,10,11曲目）
- 水谷公生 - エレクトリックギター（3,11曲目）
- 後藤次利 - エレクトリックベース（1曲目）
- 岡沢茂 - エレクトリックベース（3曲目）
- 小原礼 - エレクトリックベース（5曲目）
- 河合徹三 - エレクトリックベース（9,11曲目）
- 田中章 - エレクトリックベース（10曲目）
- 鈴木淳 - ウッドベース（8曲目）
- 桂牧 - フラットマンドリン（6曲目）、カズー（6曲目）
- 武川雅寛 - フィドル（1曲目）
- 尾崎孝 - ペダルスティールギター（1,5曲目）
- 駒沢裕城 - ペダルスティールギター（10曲目）
- 澁井博 - ローズ・ピアノ（1,9,10曲目）、CP-80（5曲目）、ハモンド・オルガン（11曲目）
- 松任谷正隆 - ローズ・ピアノ（3曲目）、アコースティックピアノ（9,11曲目）
- 藤川雄一郎 - Tub Bass & Jug（6曲目）
- 鈴木恒明 - カズー（6曲目）、ウォッシュボード & スプーン（6曲目）
- 浜口茂外也 - パーカッション（9曲目）
- Wendy M. - バックグラウンド・ボーカル（5,6曲目）
- 石塚良一 - バックグラウンド・ボーカル（5,6,7,11曲目）
- 米田恵一 - バックグラウンド・ボーカル（5,11曲目）
- 山里剛 - バックグラウンド・ボーカル（5,6,11曲目）
- 日朝幸雄 - バックグラウンド・ボーカル（6曲目）
- 陣山俊一 - バックグラウンド・ボーカル（6,11曲目）
- 玉野グループ - ストリングス（3,9,11曲目）

### スタッフ
- 陣山俊一（ユイ音楽工房） - ディレクター
- 山里剛（ヤマハ音楽振興会） - ディレクター
- 米田恵一（東芝EMI） - ディレクター
- 石塚良一 - レコーディング・エンジニア
- 青野光政 - アシスタント・エンジニア
- Bill.高橋 - アシスタント・エンジニア
- 8F - アシスタント・エンジニア
- 村上輝生 - アシスタント・エンジニア
- 糟谷銑司 - マネージメント
- 田村仁 - 写真撮影
- 荒井博文 - デザイン

## リリース履歴
| No. | 日付           | レーベル              | 規格    | 規格品番     | 最高順位 | 備考                                           |
| --- | -------------- | --------------------- | ------- | ------------ | -------- | ---------------------------------------------- |
| 1   | 1979年3月5日   | 東芝EMI／エキスプレス | LP      | ETP-80065    | 15位     |                                                |
| 2   | 1979年4月20日  | 東芝EMI／エキスプレス | CT      | ZT25-341     | -        | 「不快指数100％ノ部屋」がステレオ化されている  |
| 3   | 1985年11月1日  | 東芝EMI／エキスプレス | CD      | CA32-1182    | -        |                                                |
| 4   | 1987年12月25日 | 東芝EMI／エキスプレス | CD2枚組 | CT22-5084-85 | -        | 『逆流』との2枚組                              |
| 5   | 2006年2月8日   | 東芝EMI／エキスプレス | CD      | TOCT-25943   | 219位    | 24ビット・デジタルリマスター、紙ジャケット仕様 |